# گیم

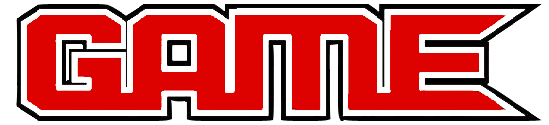
لوگوی گیم

جیسون ترل تیلور (به انگلیسی: Jayceon Terrell Taylor) با لقب هُنری دِ گِیم (به انگلیسی: The Game) متولد ۲۹ نوامبر ۱۹۷۹ خواننده رپ و هنرپیشه آمریکایی است.
وی در حال حاضر با Tiffney Cambridge ازدواج کرده و دارای یک دختر و دو پسر است.
د گیم در مستندی که جزء مجموعه آلبوم اول خود یعنی "DOCUMENTARY" قرار داده است می‌گوید:
""من لقب خودم رو سر این که در نوجوانی و جوانی به شدت وقت خودم رو به بازی فوتبال، بسکتبال و بیسبال قرار می‌دادم مادر بزرگم بهم می‌گفت جیسون اسمت رو باید می گذاشتن گیم نه جیسون! منم سر همین لقبم رو گیم گذاشتم به خاطر مادر بزرگم که همیشه پیشم بوده و حمایتم کرده"".

## سال‌های اولیه زندگی
گیم با نام جی سی آن ترل تیلور متولد ۲۹ نوامبر ۱۹۷۹ در لس آنجلس کالیفورنیا، و بزرگ شده کامپتون کالیفورنیا است. گیم عضو یکی از گنگ‌های بزرگ محلی به نام «Santana Blocc» بود هر چند که در بعد به گنگ «Bloods» پیوست. در اکتبر ۲۰۰۶ گیم مصاحبه ای با Sway Calloway در شبکه ام تی وی داشت که خانواده خود را فاسد و ناکارآمد خواند، همچنین اعلام کرد که پدر او به یکی از خواهرهای د گیم تعرض و آزار رسانده بود.
د گیم همچنین می‌گوید که پدر او معتاد به هروئین بوده،د گیم همچنین اظهار می‌کند که در سن ۶ سالگی یکی از دوستانش بخاطر کفش و لباس‌هایش توسط یک نوجوان دیگر به قتل می‌رسد.
د گیم بعدها به دبیرستان کمپتون رفت، جایی که اکثریت دانش آموزان عضو گنگ‌های خیابانی و اکثراً خلافکار بودند. برادر بزرگتر او جورج تیلور III به دبیرستان سنتنیال رفت و سردسته گنگ «CBP» بود. در دبیرستان تیلور برادر خود را به عنوان الگو انتخاب کرد اگرچه توانایی‌های تیلور در بسکتبال باعث شد او به تیم بسکتبال دبیرستان راه پیدا کند.
تیلور در سال ۱۹۹۹ از دبیرستان کامپتون فارغ‌التحصیل شد و به دانشگاه واشینگتن رفت که اعلام کرد که بورسیه ورزشی و بسکتبال به او تعلق گرفته ولی در بعد به علت دستگیری او با مواد او را از دانشگاه اخراج کرده‌اند هرچند دانشگاه در بعد مسئله بورسیه و اخراج او بخاطر مواد را تکذیب کرد.
در اینجا بود که تیلور به سمت زندگی خیابانی، فروش مواد و عضویت در گنگ‌های خیابانی رفت. گیم و برادر بزرگش Big Fase یک آپارتمان در بل فلاور کامپتون خریدند که پس از نقل مکان به آن شروع به پخش و معامله مواد کردند.
در ۱ اکتبر ۲۰۰۱ وقتی تیلور در ساختمان تنها بود صدای در را در ۲ صبح شنید که فکر کرد مشتری دیر وقت است، تیلور با این فکر که شاید یک مشتری عادی باشد در را باز کرد که درگیری بین آن‌ها رخ داد، قبل از اینکه تیلور بتواند اسلحه خود را بِکشد ۵ بار هدف شلیک قرار گرفت، بعد از دقایقی خونریزی روی زمین موفق به تماس و درخواست آمبولانس با تلفن خود شد. تیلور ۳ روز تمام در کُما بود.

## سال‌های اولیه در موزیک

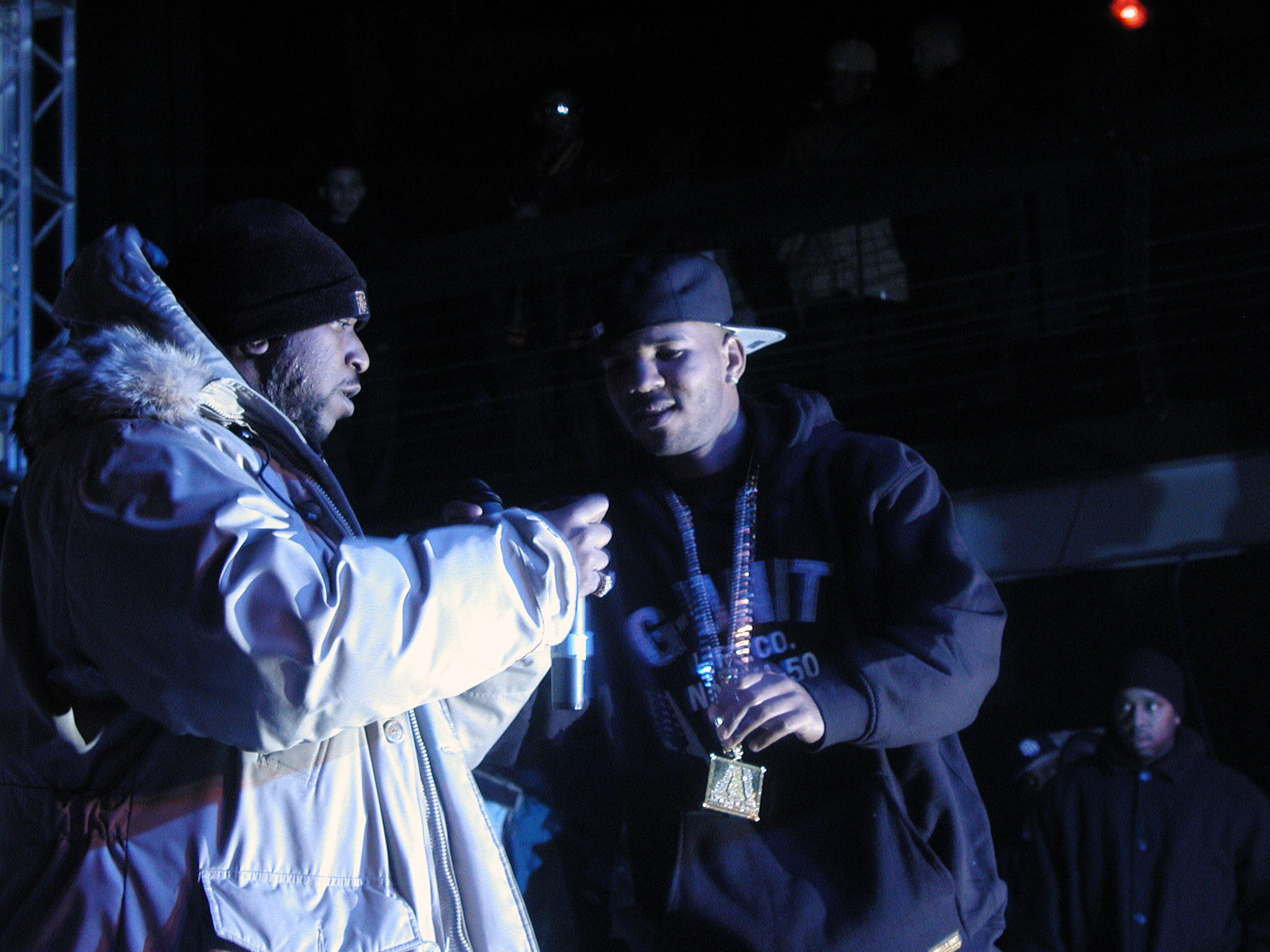
د گیم (سمت راست) به همراه کول جی رپ (سمت چپ) در نیویورک سیتی، نوامبر ۲۰۰۴

د گیم کار خود را در سال ۲۰۰۱ شروع کرد در کمپانی وال استریت رکوردز؛ او اوایل سال ۲۰۰۲ وال استریت رکوردز راترک کرد و به Get low records پیوست، در همان اوایل او با کمک JT the Bigga Figga میکس تیپی به نام You know what it is با تنظیم DJ Ray را جمع‌آوری کرد. سر انجام میکس تیپ به دست پاف ددی رسید. پاف ددی از میکس تیپ وی استقبال کرد و او را در همان اوآخر سال ۲۰۰۲ وارد کمپانی خود یعنی پسر بد کرد بعد پنج ماه فعالیت در BAD BOY RECORDS دکتر دره فهمید که او استعداد خوبی دارد و او را در سال ۲۰۰۳ وارد افترمث کرد.
د گیم با فعالیت خوبی که داشت وارد گروه جی-یونیت و در کنار فیفتی سنت و لوید بنکس دو تن از بزرگان رپ جهان به کمک دکتر دره و فیفتی سنت شد. گیم به همراه این گروه اولین آلبوم خودش با نام «مستند» را وارد بازار کرد که این آلبوم موفق شد دو جایزه گرمی را بدست آورد.
- آلبوم مستند 2005
- اولین آلبوم د گیم است که برای وی موفقیت‌های زیادی آورده است در این آلبوم وی با افرادی چون دکتر دره، فیفتی سنت، امینم، نیت داگ، باستا رایمز و… همکاری داشته؛ وی سر آهنگ HATE IT OR LOVE IT و HOW WE DO که هر دو را با فیفتی سنت همکاری کرده جوایزی همچون گرمی برده است.[۱]

## درگیری با جی-یونیت
پس از مدتی درگیری با فیفتی سنت که به نوعی سر رهبری گروه جی-یونیت بود پیدا کرد. فیفتی سنت دلیل اصلی اختلاف با گیم را صادق نبودن گیم با دیگر اعضای گروه اعلام کرد ولی گیم این حرف فیفتی سنت را رد کرد و همین باعث شد گیم از جی-یونیت بیرون برود. درگیری گیم و فیفتی سنت تا آنجایی ادامه پیدا کرد که گلوله ای به سمت یکی از افراد گیم اصابت کرد و از آنجایی که گیم و فیفتی سنت با هم درگیر بودند گیم مقصر این کار را فیفتی سنت دانست. چندی بعد در یک برنامه تلویزیونی این دو آشتی داده شدند اما پس از گذشت چند سال درگیری فیفتی سنت و گیم دوباره آغاز شد. گروه جی-یونیت اعلام کردند که از گیم حمایت نمی‌کنند و او را فردی بی‌استعداد دانستند که بدون حمایت آن‌ها کاری از پیش نمی‌برد.

## انتشار دومین آلبوم
د گیم با وجود تمامی دشمن‌ها موفق شد دومین آلبوم خود را با کمک شرکت «گریفن رکوردز» و باستا رایمز با نام «Doctor's Advocate» را در اواخر سال ۲۰۰۶ وارد بازار کند، در این آلبوم افراد چون:اسنوپ داگ، ایگزیبیت، سویز بیتس، ناس و ویل.آی.ام همکاری داشته‌اند. د گیم در این آلبوم نشان داد که به‌طور مستقل و بدون کمک دکتر دره و فیفتی سنت نیز می‌تواند آلبوم زیبایی وارد بازار کند. این آلبوم در هفته اول فروش خود ۳۵۸٬۰۰۰ نسخه از آن به فروش رفت و در مقام اول بیلبورد ۲۰۰ قرار گرفت همچین او توانست برنده دو جایزه اوزون اوآرد شود که یکی بهترین هنرمند سال و دیگری بهترین آلبوم وست کوست هیپ هاپ سال شد.

## آلبوم .The R.E.D
در ماه می ۲۰۰۹ شروع کار د گیم بر روی آلبوم جدیدی به نام «.R.E.D» تأیید شد. در ۲۶ ژوئن سال ۲۰۰۹ گیم آهنگی به نام «اون دنیا بهتره» به یادبود مایکل جکسون یک روز بعد از مرگ او منتشر کرد. این آهنگ به همراه دیدی، ماریو وینانس، کریس براون، آشر و بویز II من اجرا شد. در ۳ اکتبر ۲۰۰۹، اسنوپ داگ تصویری از خود، د گیم و دکتر دره در حال همکاری در استودیو بر روی توییتر منتشر کرد که نشان دهنده همکاری د گیم و دکتر دره پس از چند سال بعد از درگیری د گیم با جی-یونیت بود.
چندی بعد گیم تصویری از خود با گردنبند افترمث در توییتر منتشر کرد که در بعد بازگشت و شروع همکاری دوباره خود با افترمث را رسماً تأیید کرد.

## آلبوم‌ها
- Studio album by The Game
- (2005) The Documentary
- (2006) Doctor's Advocate
- (2008) L.A.X
- (2011) The R.E.D. Album
- (2012) Jesus Piece
- (2015) The Documentary 2
- (2015) The Documentary 2.5
- (2016) 1992
- (2019) Born 2 Rap
- Drillmatic (2022)

## فیلم شناسی
| فیلم | فیلم          | فیلم     | فیلم                    |
| سال  | فیلم          | نقش      | توضیحات                 |
| ---- | ------------- | -------- | ----------------------- |
| ۲۰۰۶ | Waist Deep    | Big Meat | رهبر گانگسترهای کامپتون |
| ۲۰۰۸ | سلاطین خیابان | Grill    | گانگستر                 |

همچنین وی در دو بازی ویدئویی شرکت داشته؛
جی تی آی سن آندرس:صدا پیشه بی-داپ؛
دف-جم:صدا پیشه شخصیت خودش به عنوان مبارز خیابانی